# (218998) Navi
(218998) Navi est un astéroïde de la ceinture principale.

## Description
(218998) Navi est un astéroïde de la ceinture principale découvert par Peter Kocher le 3 mai 2008 à l'Observatoire d'Épendes (proche de Marly, lieu recensé officiellement), situé en Suisse, dans le canton de Fribourg. Il présente une orbite caractérisée par un demi-grand axe de 2,55 UA, une excentricité de 0,12 et une inclinaison de 8,8° par rapport à l'écliptique.

## Compléments